# École catholique de la cathédrale de Lideta
L'École catholique de la cathédrale de Lideta est une école primaire et secondaire située à Addis-Abeba en Éthiopie.
Affiliée à l'église catholique éthiopienne, cette école a été créée en 1953. Elle se classe parmi les meilleurs écoles éthiopiennes pour son taux de réussite à l'examen national (l'équivalent du baccalauréat) et son taux d'élèves poursuivant des études à l'université.
Son directeur actuel est Abba Tekele Mekonen.